# Keflavík
Keflavík ([ˈcʰɛplaviːkʰ]ⓘ) es un centro urbano de Islandia, con una población de unos 14.000 habitantes. Se encuentra en la península de Reykjanes, a unos 40 kilómetros al sur de Reikiavik, la capital del país.

## Historia
Keflavík fue fundada en el siglo XVI y se desarrolló gracias a la industria pesquera. Debido al Aeropuerto Internacional de Keflavík, construido por Estados Unidos en la década de 1940, el turismo se ha vuelto un importante recurso económico.
En 1890 Keflavík tenía 241 habitantes. El número de habitantes se elevó a 314 en 1901, a 469 en 1910, a 510 en 1920, a 838 en 1930, a 1551 en 1940, a 2395 en 1950, a 4700 en 1960, a 5663 en 1970 y a 6622 en 1980. En 1989 Keflavík tenía 7423 habitantes.
Por el puerto de la ciudad pasa el paralelo 64ºN, y su base aérea fue cedida a las Fuerzas Armadas de los Estados Unidos en 1951. No obstante, el Gobierno estadounidense retiró sus tropas de Islandia el 30 de septiembre de 2006, alegando que los peligros que durante la Guerra Fría acechaban al país ya no existían, lo que supuestamente le restaba el valor estratégico militar que en el pasado tenía. 
Keflavík obtuvo los derechos y privilegios de una ciudad (kaupstaðarréttindi) el 22 de mayo de 1949.
Se creó el municipio de Reykjanesbær en 1995 cuando los habitantes de Keflavík, Njarðvík y Hafnir votaron para unificarse.

## Deporte
- En Keflavík juega el único equipo que es el Keflavík IF y su estadio es el Keflavíkurvöllur capacidad para 5,200 espectadores, actualmente compite en la Úrvalsdeild Karla 2021 y la Copa de Islandia.

## Clima
Keflavík tiene un clima subpolar oceánico (según la clasificación climática de Köppen Cfc) con veranos suaves e inviernos moderadamente fríos, suavizados por la corriente del Golfo.
No hay verdaderamente un mes seco, pero en julio es el mes que recibe la menor cantidad de precipitación. En invierno con las altas temperaturas medias por encima del punto de congelación, y el verano las altas temperaturas son relativamente desde frescos a templados. El mes más cálido en el promedio es en julio, con una máxima del promedio de 13 °C (55 °F) y el más frío es en enero con una máxima del promedio de 2 °C (36 °F).
| Parámetros climáticos promedio de Keflavik | Parámetros climáticos promedio de Keflavik | Parámetros climáticos promedio de Keflavik | Parámetros climáticos promedio de Keflavik | Parámetros climáticos promedio de Keflavik | Parámetros climáticos promedio de Keflavik | Parámetros climáticos promedio de Keflavik | Parámetros climáticos promedio de Keflavik | Parámetros climáticos promedio de Keflavik | Parámetros climáticos promedio de Keflavik | Parámetros climáticos promedio de Keflavik | Parámetros climáticos promedio de Keflavik | Parámetros climáticos promedio de Keflavik | Parámetros climáticos promedio de Keflavik |
| Mes                                        | Ene.                                       | Feb.                                       | Mar.                                       | Abr.                                       | May.                                       | Jun.                                       | Jul.                                       | Ago.                                       | Sep.                                       | Oct.                                       | Nov.                                       | Dic.                                       | Anual                                      |
| ------------------------------------------ | ------------------------------------------ | ------------------------------------------ | ------------------------------------------ | ------------------------------------------ | ------------------------------------------ | ------------------------------------------ | ------------------------------------------ | ------------------------------------------ | ------------------------------------------ | ------------------------------------------ | ------------------------------------------ | ------------------------------------------ | ------------------------------------------ |
| Temp. máx. media (°C)                      | 1.7                                        | 2.8                                        | 3.3                                        | 5.6                                        | 8.9                                        | 11.1                                       | 12.8                                       | 12.2                                       | 10                                         | 6.7                                        | 3.9                                        | 2.2                                        | 6.8                                        |
| Temp. mín. media (°C)                      | -2.2                                       | -1.7                                       | -1.1                                       | 0.6                                        | 3.9                                        | 6.7                                        | 8.3                                        | 8.3                                        | 5.6                                        | 2.8                                        | 0                                          | -1.7                                       | 2.5                                        |
| Precipitación total (mm)                   | 109.2                                      | 111.8                                      | 111.8                                      | 86.4                                       | 76.2                                       | 71.1                                       | 63.5                                       | 94                                         | 109.2                                      | 127                                        | 119.4                                      | 124.5                                      | 1204                                       |
| Fuente: Weatherbase                        |                                            |                                            |                                            |                                            |                                            |                                            |                                            |                                            |                                            |                                            |                                            |                                            |                                            |